# Flóra Pásztor
Flóra Pásztor, född 30 juni 1998 i Budapest, är en ungersk fäktare som tävlar i florett.

## Karriär
Vid olympiska sommarspelen 2020 i Tokyo, som arrangerades 2021, blev Pásztor utslagen i sextondelsfinalen i florett av franska Ysaora Thibus. Hon var även en del av Ungerns lag tillsammans med Fanni Kreiss, Kata Kondricz och Aida Mohamed som slutade på sjunde plats i lagtävlingen i florett.
Vid europeiska spelen 2023 i Kraków tog Pásztor silver i florett efter en finalförlust mot polska Julia Walczyk-Klimaszyk. Vid EM 2024 i Basel tog hon brons i lagtävlingen i florett tillsammans med Kata Kondricz, Dóra Lupkovics och Aida Mohamed. Vid olympiska sommarspelen 2024 i Paris blev Pásztor utslagen i kvartsfinalen i florett av amerikanska Lee Kiefer.
Vid EM 2025 i Genua tog Pásztor brons i florett efter att ha förlorat mot franska Eva Lacheray i semifinalen.